# Airdrie (Escócia)

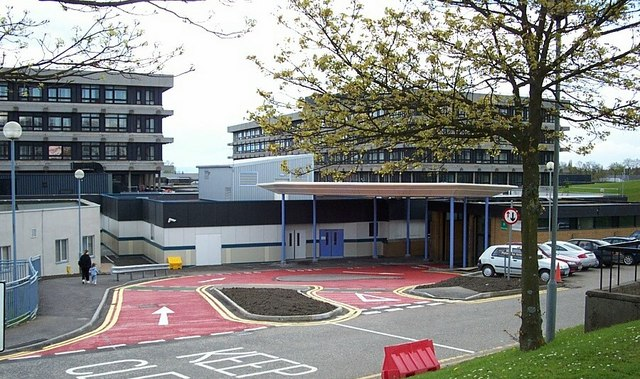

Airdrie é uma cidade em North Lanarkshire, na Escócia.